# Dez medidas contra a corrupção

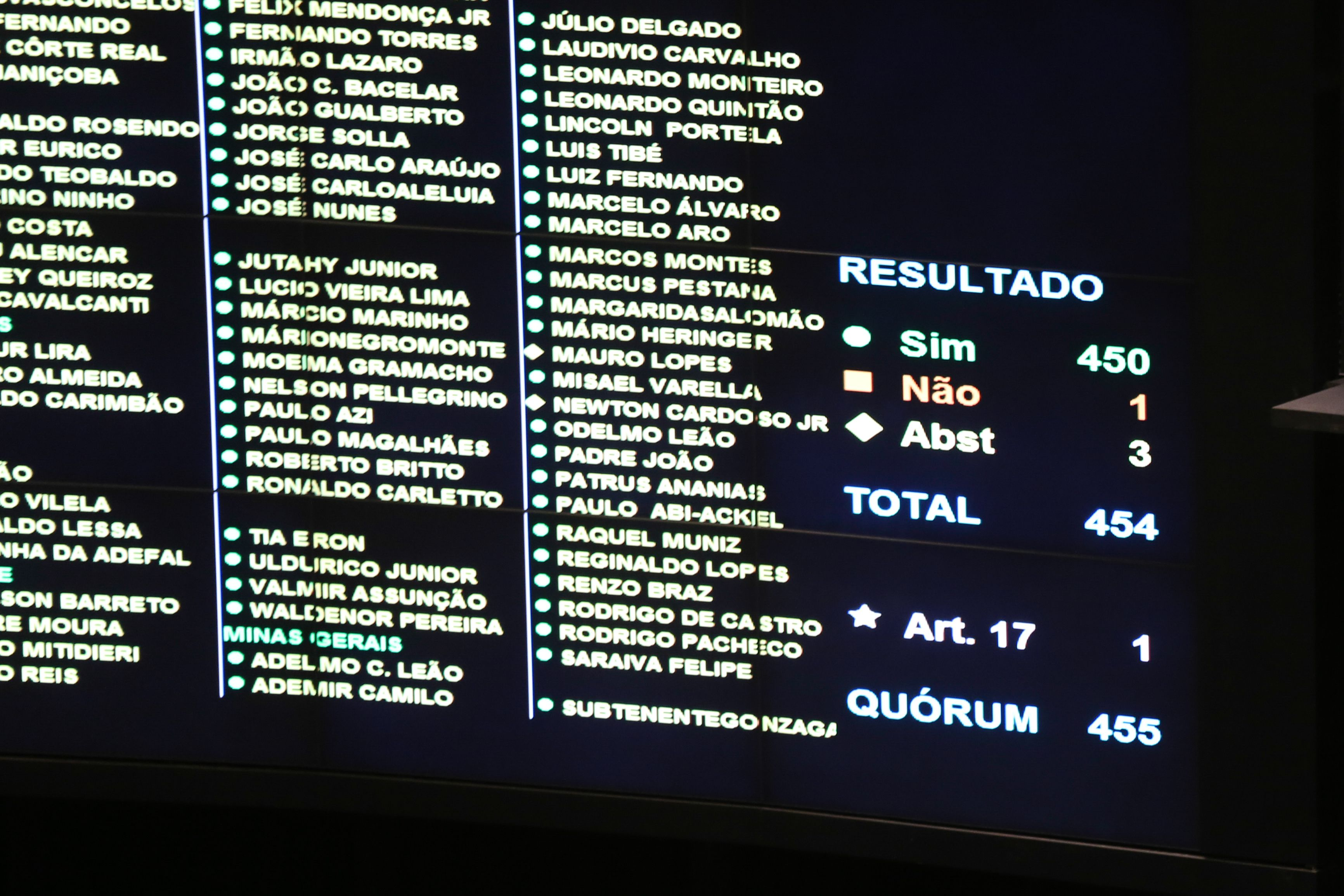
Painel eletrônico da Câmara dos Deputados durante votação que aprovou por 450 votos a favor, um contra e três abstenções o texto base do Projeto de Lei (PL) 4.850/16, que cria as medidas contra a corrupção.

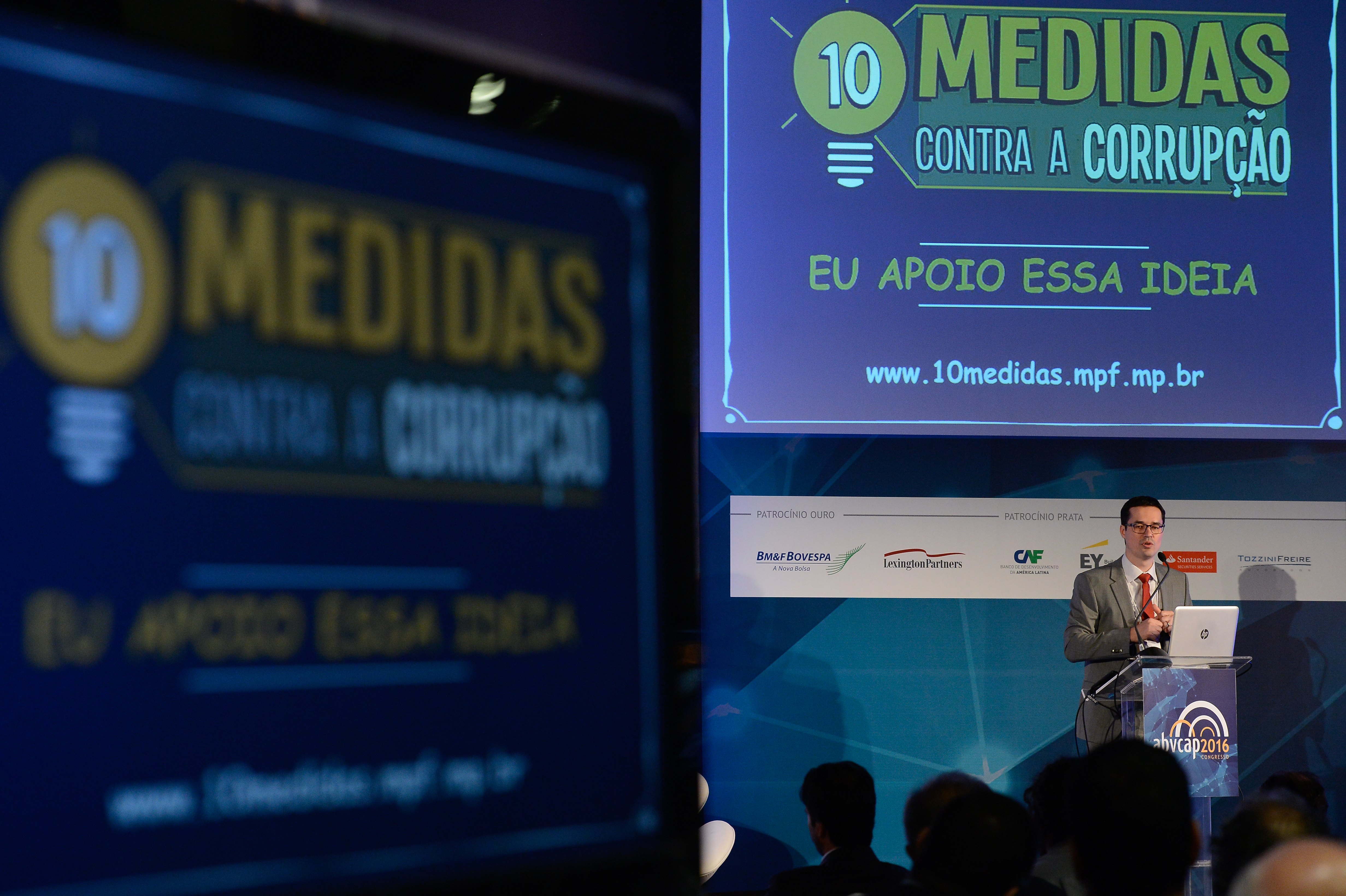
Procurador da República e coordenador da força-tarefa da Operação Lava Jato Deltan Dallagnol defendendo em abril de 2016 durante um congresso no Rio de Janeiro, as 10 Medidas contra a Corrupção.

Dez medidas contra a corrupção é um projeto criado em 2015 pelo Ministério Público Federal (MPF) que tem por objetivo a apresentação de um projeto de lei de iniciativa popular ao Congresso Nacional, destinado ao aperfeiçoamento do sistema jurídico, de modo a reprimir a corrupção e a impunidade no Brasil.
O procurador Deltan Dallagnol, que ganhou notoriedade por integrar a força-tarefa da Operação Lava Jato, que investiga crimes na Petrobras, é um dos maiores divulgadores do projeto dez medidas contra corrupção.
No Dia Internacional contra a Corrupção, o Ministério Público Federal fez uma campanha com dez medidas para acabar com a corrupção. Em pesquisa de 2016, a corrupção foi vista, pelos brasileiros entrevistados, como o principal problema do país.

## Cronologia

### Apoio popular
O Ministério Público Federal (MPF) apresentou em 20 de março de 2015 uma série de propostas para reforçar o combate à corrupção no país.
Em 27 de julho de 2015, o MPF iniciou nas sedes das Procuradorias da República das unidades federativas e dos municípios, a coleta de 1,5 milhão de assinaturas necessárias para apresentação ao Congresso do projeto de lei de iniciativa popular com dez novas medidas que tem como objetivo aprimorar a prevenção e o combate a corrupção e à impunidade.
Em dezembro de 2015, a campanha atingiu 1 milhão de assinaturas. Todas as manifestações a favor das propostas de alteração legislativa que buscam aprimorar o combate a crimes e à impunidade foram recolhidas em menos de cinco meses. Em janeiro de 2016, a campanha atingiu 1,2 milhão de assinaturas. No mês seguinte, fevereiro de 2016, a campanha atingiu a meta superando 1,5 milhão de assinaturas necessárias para que as propostas de mudança legislativa sejam enviadas ao Congresso Nacional como projeto de lei anticorrupção de iniciativa popular.
Em 29 de março de 2016, integrantes do Ministério Público e da sociedade civil entregaram ao Congresso Nacional mais de 2 milhões de assinaturas em apoio as propostas. As assinaturas foram coletadas durante oito meses em todo o país.

Manifestação a favor do juiz Sergio Moro na Avenida Paulista, São Paulo 4 dezembro de 2016.

### Comissão especial
Em 16 junho de 2016, o então presidente interino da Câmara dos Deputados, Waldir Maranhão (PP-MA), autorizou a criação de Comissão Especial, composta por 30 membros titulares e 30 suplentes, que será responsável pela análise do PL. Os integrantes foram indicados pelos líderes partidários. Um dos autores do projeto, o deputado federal Antônio Carlos Mendes Thame (PV-SP) afirmou que as medidas irão criar um novo marco no combate à corrupção no país:
| “ | São dez medidas que atualizam a legislação e permitem que, após o cometimento dos atos ilícitos, os ativos desviados do patrimônio público sejam recuperados mais rapidamente e os responsáveis pelos desvios sejam processados e condenados pela Justiça com maior celeridade e eficiência. | ” |

Em 26 junho de 2016, aproximadamente 300 pessoas se reuniram em frente ao Congresso Nacional, em defesa do Projeto de Lei (PL) 4.850/16, que regulamenta o pacote das dez medidas. Vestidos de branco e com balões amarelos, os integrantes do protesto cantaram o hino nacional e fizeram um cordão humano para formar a expressão "dez medidas". A ação já havia sido feita em Curitiba (PR).
Em 7 de julho, Maranhão publicou os nomes dos membros da comissão:
1. Alexandre Serfiotis
2. Aluísio Mendes
3. Angela Albino
4. Antonio Carlos Mendes Thame
5. Carlos Sampaio
6. Celso Maldaner
7. Christiane de Souza Yared
8. Delegado Waldir
9. Fábio Sousa
10. Félix Mendonça Júnior
11. Fernando Francischini
12. Gilberto Nascimento
13. João Campos de Araújo
14. João Rodrigues
15. Joaquim Passarinho
16. João Henrique Caldas
17. João Derly
18. Josi Nunes
19. Leonardo Monteiro
20. Leopoldo Meyer
21. Luiz Carlos Hauly
22. Marcelo Aro
23. Marcos Rogério
24. Paes Landim
25. Paulo Teixeira
26. Ricardo Izar
27. Ronaldo Fonseca
28. Sandes Júnior
29. Valdir Colatto
30. Wadih Damous

Em 13 de julho, Onyx Lorenzoni foi escolhido relator.
Em 21 de setembro de 2016, o deputado federal Onyx Lorenzoni (DEM-RS), relator da comissão especial que analisa o PL 4.850/16, afirmou que no dia 9 de dezembro entregará a proposta para ser analisada no Senado. Ele espera entregar o relatório final na última semana de outubro. O deputado afirmou:
| “ | A ideia é votar na comissão até a segunda semana de novembro e no plenário da Câmara entre a terceira e a quarta (semana de novembro). Vamos formalmente levar esse conjunto de medidas para o Senado no dia 9 de dezembro. Acredito que deva ter um ponto final com promulgação em junho ou julho do ano que vem. | ” |

Em 4 de outubro de 2016, a comissão especial realizou mais uma audiência pública para discutir o tema. Foram convidados para este debate o ex-ministro-chefe da Controladoria-Geral da União (CGU) Valdir Moysés Simão; o dirigente da Secretaria Extraordinária de Operações Especiais em Infraestrutura do Tribunal de Contas da União (TCU), Rafael Jardim Cavalcante; e o presidente da Federação Nacional das Entidades dos Servidores dos Tribunais de Contas do Brasil (Fenastc), Amauri Perusso.
Uma das alterações que o parlamentar Onyx Lorenzoni pretende fazer no texto é inclusão da transação penal (acordo entre a acusação e o criminoso para evitar a ação), com o intuito de desafogar a Justiça e acelerar a tramitação de processos ligados à corrupção. O deputado também informou que apoia a criminalização do enriquecimento ilícito e que é preciso ver com a cautela a possibilidade de ampliar as exceções de casos de provas ilícitas aceitas pelo Judiciário.
Em 5 de outubro de 2016, para manifestar apoio e chamar atenção dos parlamentares, grupos em todo o Brasil, estabeleceram o dia 10 de outubro como a data da mobilização de ações em favor das dez Medidas. Elas teriam início e concentração às 10h e se prolongariam por todo o dia. A ideia é tornar a mobilização um grande evento nacional, com fotos, vídeos e apoio em todas as redes sociais. A iniciativa foi do Mude - movimento popular apartidário de Curitiba, que incentiva o combate à corrupção – e a execução nas diversas cidades que aderiram está sendo feita em parceria com vários movimentos da sociedade civil organizada que têm se engajado na luta pela aprovação do projeto de lei.
Em 10 de outubro de 2016, o Movimento Vem pra Rua lançou um site onde os internautas podem conhecer a posição dos deputados em relação ao Projeto de Lei (PL) 4.850/16. A iniciativa visa mobilizar a população para cobrar o apoio dos parlamentares ao projeto através do site, sendo possível acompanhar as alterações que forem apresentadas pelos deputados ao longo das discussões. No mesmo dia, o Mude fez uma mobilização nas redes sociais convocando os internautas a postarem fotos e vídeos em apoio ao projeto com a hashtag #LutePelas10Medidas. No Twitter, a campanha ficou entre os trend topics no Brasil. O procurador da República e coordenador da força-tarefa da Operação Lava Jato, Deltan Dallagnol, participou do “tuitaço” iniciado às 10h.
Em 17 de novembro de 2016, a comissão que analisa o projeto com as medidas não votou o relatório final por falta de quórum. O presidente do colegiado, deputado Joaquim Passarinho (PSD), acredita que a ausência dos parlamentares ocorreu porque eles não ficaram satisfeitos com a retirada do artigo que previa a punição de juízes e procuradores por crime de responsabilidade. Atualmente, apenas o presidente da República, governadores, ministros de Estado e do Supremo Tribunal Federal respondem por esses tipo de crime.
Em 22 de novembro, as lideranças dos partidos determinaram substituição de 10 deputados do colegiado:
- PP, Ricardo Izar por Fausto Pinato);
- PRB, Vinicius Carvalho por Marcelo Squassoni;
- PR, Gorete Pereira por José Carlos Araújo;
- PSDB, Pedro Cunha Lima por Rogério Marinho; e Fábio Sousa por Eduardo Cury;
- PT, José Guimarães por Paulo Teixeira (SP); e Givaldo Vieira por Leonardo Monteiro; e
- SD, Fernando Francischini por Lucas Vergílio.
- indicados como titulares Nelson Marquezelli e Hiran Gonçalves.

Em 23 de novembro de 2016, a Comissão aprovou por unanimidade com trinta votos favoráveis o texto do relator.

### Anistia ao caixa dois
A anistia ao "caixa dois" foi uma polêmica proposta de emenda ao projeto de lei das dez medidas contra a corrupção, que anistiaria esse tipo de crime. A medida, inicialmente discutida na Câmara dos Deputados, foi considerada pela opinião pública como um retrocesso a favor da impunidade, embora tenha sido apoiada por membros do DEM, PMDB, PP, PR, PSDB, PT e demais partidos com parlamentares envolvidos em grandes esquemas de corrupção investigados pela Procuradoria-Geral da República e pela Polícia Federal no âmbito da Operação Lava Jato. A iniciativa é vista como uma tentativa de livrar centenas de políticos de eventuais denúncias dentro da Operação Lava Jato. Em novembro de 2016, a assinatura de um acordo de delação com dezenas de executivos da Odebrecht, apontou doações irregulares para diversos candidatos e partidos, o que fez com que parlamentares tentassem votar a emenda em caráter de urgência, e depois do ministro do STF Edson Fachin autorizar, em abril de 2017, a liberação dos depoimentos, voltou a ser debatida entre os parlamentares, mesmo após ter sido "ajustamento institucional" em 27 de novembro de 2016 pelos então presidentes da República, do Senado e da Câmara dos Deputados. Um dos maiores beneficiados da aprovação da anistia ao caixa 2, seria o então presidente do Senado Renan Calheiros que é investigado em pelo menos doze inquéritos no Supremo Tribunal Federal.
Os partidos PSOL e REDE se posicionaram por unanimidade contra a anistia ao caixa 2, indo de acordo com as reivindicações populares.
O PT se dividiu em relação à emenda. Se declaram contrários 26 parlamentares do partido, que integram a ala denominada "Muda PT". Estes se posicionaram de acordo com as reivindicações populares e, de acordo com o jornalista Fernando Rodrigues, ameaçam deixar a legenda caso os demais membros do partido aprovem a emenda. O DEM e o PSDB também se dividiram em relação a emenda, com parlamentares favoráveis e outros contrários.
A emenda foi duramente criticada pela sociedade civil, pelos Procuradores da Operação Lava Jato, pelo juiz federal Sergio Moro, pelo Procurador-Geral da República Rodrigo Janot, pelo coordenador da força-tarefa do MPF na Lava Jato Deltan Dallagnol, pela Ordem dos Advogados do Brasil (OAB), pela Confederação Nacional dos Bispos do Brasil (CNBB) pelo Movimento de Combate à Corrupção Eleitoral (MCCE), pela Associação dos Juízes Federais do Brasil (Ajufe), pelo Colégio de Presidentes do Institutos dos Advogados do Brasil, por ministros do Supremo Tribunal Federal (STF), por advogados, por desembagadores, por juristas como Modesto Carvalhosa, Hélio Bicudo, Miguel Reale Jr, Janaina Paschoal e os ex ministros do STF Joaquim Barbosa, Carlos Ayres Britto, e Eros Grau, por ONGS e por movimentos sociais como Movimento Vem pra Rua, Movimento Brasil Livre (MBL), e Movimento Nas Ruas, além da Transparência Internacional, uma ONG sediada em Berlim, que tem como principal objetivo a luta contra corrupção.
A emenda ainda foi criticada por parlamentares que se opuseram a ela. Dentre os parlamentares que se posicionaram contrário a anistia do caixa 2 estão o deputado Onyx Lorenzoni (DEM-RS), o deputado Fernando Francischini (SD-PR), o deputado Alessandro Molon (REDE-RJ), o deputado Vanderlei Macris (PSDB-SP), o deputado Carlos Sampaio (PSDB-SP), o deputado Jair Bolsonaro (PSC-RJ), o deputado Joaquim Passarinho (PSD-PA), o senador Álvaro Dias (PV-PR), e a senadora Ana Amélia Lemos (PP-RS), atendendo as reivindicações da sociedade civil que assinaram pela aprovação das 10 Medidas contra a corrupção, e do Ministério Público Federal, autor do projeto de lei, sem previsão para anistia.
Em 24 de novembro de 2016, o procurador da República Carlos Fernando Lima disse que se a Câmara aprovar anistia a quem praticou caixa 2 em eleições passadas, a Operação Lava Jato perderá a "necessidade" de continuar com as investigações. "Pretendem com isso anistiar a corrupção. Isso acaba com a necessidade da operação Lava-Jato. Não posso investigar fatos que não são crimes. A partir do dia que dessa lei for sancionada, esses fatos não serão crimes. Pior que isso, vamos ter que liberar muita gente presa. Vamos ter que liberar condenados do mensalão. José Dirceu, por exemplo, terá que ser liberado no dia seguinte a sanção dessa lei.", afirmou o procurador.
O procurador diz ainda que a anistia ao caixa 2 na verdade anistiaria outros crimes diversos, crimes de corrupção. 
| “                      | A ideia de se anistiar caixa 2 é falsa. O que se pretende é anistiar corrupção. O que está se pensando no congresso nacional é uma anistia aos que em troca de contratos públicos receberam valores. Isto não é crime de caixa 2. Isto é corrupção, disse o procurador. | ” |
| — Carlos Fernando Lima | |   |

| “                  | “Eles [movimento sociais] têm que convocar o povo para as ruas novamente. A anistia [ao caixa 2] mostra o desprezo dos políticos pela sociedade. Insisto que é um tapa na cara, e os brasileiros precisam senti-lo para reagir. A tentativa de anistiar o caixa 2 deveria levar mais um milhão de pessoas à Paulista novamente. | ” |
| — Miguel Reale Jr. | |   |

Em 27 de novembro de 2016, o presidente da República Michel Temer, o presidente do Senado Renan Calheiros e o presidente da Câmara Rodrigo Maia fizeram uma coletiva transmitida pela GloboNews e anunciaram o "ajustamento institucional" para impedir a tramitação no Congresso de qualquer medida que permita anistia a políticos que em eleições passadas tenham praticado caixa 2.

### Votação em plenário
A votação foi realizada em 30 de novembro de 2016. Após mais de sete horas de sessão, a Câmara dos Deputados concluiu a votação do pacote que reúne um conjunto das medidas de combate à corrupção. Ao longo da madrugada, os deputados aprovaram diversas modificações ao texto que saiu da comissão especial.
O principal destaque ao projeto foi proposto pelo líder do PDT, Weverton Rocha, acrescentando que magistrados e integrantes do Ministério Público respondam por crime de abuso de autoridade quando atuarem com conduta incompatível com o cargo. Este destaque, o mais polêmico de todas as mudanças, considerado por alguns uma tentativa de intimidar a Operação Lava Jato
, foi aprovado por 313 votos a favor, 132 contrários e cinco abstenções. Weverton na época era investigado por corrupção no Supremo Tribunal Federal em pelo menos dois inquéritos por crimes contra a administração pública. Muitos dos que votaram a favor da medida eram investigados por conta do esquema de corrupção da Petrobras.
A força-tarefa da Operação Lava Jato emitiu uma nota de repúdio criticando a votação, e chamando o resultado de "Lei do Terror", por estar tentando atemorizar magistrados e procuradores públicos contra o uso de rigor no trato com crimes praticados nas altas esferas do poder. A seção, que foi concluída depois das 4 horas da manhã, ocorreu em meio a uma forte comoção nacional, devido ao acidente recém ocorrido na Colômbia com o avião que levava a delegação do clube de futebol Chapecoense. Depois da votação na Câmara, o texto seguiria para o Senado.

### Suspensão
No entanto, em 14 de dezembro de 2016, o ministro do Supremo Tribunal Federal (STF), Luiz Fux determinou por liminar de Eduardo Bolsonaro que o pacote das dez medidas anticorrupção, desfigurado pela Câmara com a inclusão de crimes por abuso de autoridade e alterações das outras medidas e remetido ao Senado, retorne à Casa inicial e recomece do zero, com o texto original que recebeu apoio popular. Portanto, a ordem suspende toda a tramitação pela qual o projeto de lei já passou e exige que a Câmara adote o rito previsto em seu regimento interno para propostas de iniciativa da população.
Uma matéria publicada pelo jornal Oglobo, em 15 de fevereiro de 2017, mostrou que passados exatos dois meses, o Senado não havia cumprido a ordem liminar do ministro Luiz Fux que determinava a devolução do pacote para a Câmara. Isso gerou um paradoxo, pois na Mesa do Senado prevalece o entendimento de que, se o pacote retornasse à Câmara na condição de iniciativa popular, como determinara Fux, as medidas anticorrupção seriam definitivamente implodidas. Isto porque o acolhimento da iniciativa popular dependia da checagem de cada uma das assinaturas, cuja conferência seria praticamente impossível.
Em 16 de fevereiro de 2017, o presidente do Senado, Eunício Oliveira (PMDB-CE) mandou de volta para a Câmara o pacote anticorrupção, conforme determinação do ministro Luiz Fux. No dia 20 de fevereiro, presidente da Câmara Rodrigo Maia, disse que a Câmara faria somente uma checagem formal das assinaturas do projeto de origem popular da 10Medidas. Segundo ele, ainda não dá para saber quando será encerrada essa etapa, mas assim que estiver concluída, o projeto retomará o trâmite de onde parou.

### Nova votação
Em 28 de março de 2017, a Câmara concluiu a conferência das 1,7 milhão de assinaturas dos apoiadores da proposta e as enviou de volta ao Senado. Dois dias depois, o presidente do Senado, Eunício Oliveira, mudou o discurso e afirmou que o pacote anticorrupção poderia ir direto para votação no plenário da Casa, em regime de urgência. A decisão iria depender de um acordo entre os líderes partidários, e caso contrário, enviaria o projeto aprovado na Câmara para Comissão de Constituição, Justiça e Cidadania do Senado Federal do Brasil (CCJ).

### Processo parado
A última consulta feita no dia 28 de abril de 2018 mostrou que o processo continuava parado no Senado desde abril de 2017, ou seja, já tendo passado um ano. A expectativa é que o mesmo tenha, em breve, um parecer. O senador Lasier Martins (PSD) pediu a relatoria do PLC ao presidente da Comissão de Constituição e Justiça, Edison Lobão (PMDB).

## Propostas

### Originais
1. Prevenção à corrupção - Simular situações para avaliar conduta moral e predisposição para cometer crimes contra a administração pública; o investimento de 10% a 20% dos recursos de publicidade dos órgãos públicos em ações voltadas ao estabelecimento de uma cultura de intolerância à corrupção, treinamento de funcionários públicos, realização de programa de conscientização em universidades; estímulo à denúncia de casos de corrupção e tornar obrigatória a prestação de contas do Poder Judiciário e do Ministério Público sobre duração dos processos que ultrapassem o prazos razoáveis de duração.
2. Criminalização do enriquecimento ilícito - A medida propõe estabelecimento de penas de 3 a 8 anos para crimes de enriquecimento ilícito, passíveis de alteração no caso de delitos menos graves. Caberá, no entanto, à acusação provar a existência de renda discrepante da fortuna acumulada pelo agente público. Se houver dúvida quanto à ilegalidade da renda, o suspeito será absolvido.
3. Aumento das penas - A medida propõe aumento das penas para corrupção, que hoje são de 2 a 12 anos, para de 4 a 12 anos. Com isso, a prática do crime de corrupção passa a implicar, no mínimo, prisão em regime semiaberto. A pena estaria escalonada segundo o valor envolvido no crime, podendo variar de 12 a 25 anos, quando os valores desviados ultrapassem R$ 8 milhões.
4. Rapidez nos recursos - A medida propõe alterações no Código de Processo Penal (CPP) e uma emenda constitucional com o objetivo de dar mais rapidez na tramitação de recursos sem prejudicar o direito de defesa. As mudanças incluem a possibilidade de execução imediata da condenação quando o tribunal reconhece abuso do direito de recorrer; a revogação dos embargos infringentes e de nulidade; a extinção da figura do revisor; a vedação dos embargos de declaração; a simultaneidade do julgamento dos recursos especiais e extraordinários; novas regras para habeas corpus; e a possibilidade de execução provisória da pena após julgamento de mérito do caso por tribunal de apelação.
5. Celeridade nas ações de improbidade administrativa - A medida propõe dar mais agilidade à fase inicial das ações de improbidade administrativa com a adoção de uma defesa inicial única (hoje ela é duplicada), após a qual o juiz poderá extinguir a ação caso seja infundada. Além disso, sugere-se a criação de varas, câmaras e turmas especializadas para julgar ações de improbidade administrativa e ações decorrentes da lei anticorrupção. Por fim, propõe-se que o MPF firme acordos de leniência, como já ocorre no âmbito penal -acordos de colaboração - para fins de investigação.
6. Reforma no sistema de prescrição penal - A medida propõe corrigir distorções do sistema, as mudanças envolvem a ampliação dos prazos da prescrição da pretensão executória e a extinção da prescrição retroativa.
7. Ajustes nas nulidades penais - A medida propõe ampliar a preclusão (perda do direito de recorrer a uma sentença por estar fora do prazo legal) de alegações de nulidade; condicionar a superação de preclusões à interrupção da prescrição a partir do momento em que a parte deveria ter alegado o problema e se omitiu; estabelecer, como dever do juiz e das partes, o aproveitamento máximo dos atos processuais e exigir a demonstração do prejuízo gerado por um defeito processual.
8. Responsabilização dos partidos políticos - A medida propõe responsabilizar os partidos políticos pelas práticas corruptas, criminalizar a prática de "caixa dois" e, no âmbito eleitoral, a de lavagem de dinheiro proveniente de infração penal, de fontes de recursos vedadas pela legislação eleitoral ou que não tenham sido contabilizados conforme o exigido pela legislação.
9. Prisão preventiva - A medida propõe tornar possível a prisão preventiva para que se possa identificar e localizar os valores desviados, assegurar a sua devolução ou evitar que sejam utilizados para financiar a fuga ou defesa dos investigados. Também propõe mudanças para que o dinheiro sujo seja rastreado mais rapidamente, facilitando tanto as investigações como o bloqueio de bens obtidos ilicitamente.
10. Recuperação do lucro derivado do crime - A media propõe que se permita confiscar a parte do patrimônio do condenado que corresponda à diferença entre o patrimônio de origem comprovadamente lícita e o patrimônio total. Outro ponto dessa proposta visa possibilitar o confisco dos bens de origem ilícita, independentemente da responsabilização do autor dos fatos ilícitos, que pode não ser punido por não ser descoberto, por falecer ou em decorrência de prescrição.

### Reformuladas
1. Prevenção à corrupção, transparência e fontes de informação dos investigadores - Aplicação de "teste de integridade" no serviço público, após treinamento, sem consequências penais para o servidor. Divulgação estatística dos processos, cíveis e penais, referentes à corrupção. Amparo legal ao informante, que passa a ser chamado de informante confidencial.
2. Crime de enriquecimento ilícito de funcionários públicos - Tipifica o crime, com pena de 3 a 8 anos, mais multa.
3. Crimes contra a administração pública - Eleva penas para crimes contra a administração pública e os coloca no rol de crimes hediondos caso o valor desviado seja maior do que cem salários mínimo (R$ 88 mil hoje).
4. Recursos - Extinguem-se recursos considerados meramente protelatórios.
5. Ação de improbidade administrativa - Agiliza o processo e confere legitimidade ao Ministério Público para celebrar acordo de leniência com pessoas físicas e jurídicas.
6. Prescrição - Endurece as regras para que os réus se livrem devido à morosidade judicial.
7. Provas - Dificulta a anulação de provas, mas as obtidas de maneira ilegal, mesmo de boa-fé, continuam inválidas.
8. Caixa dois - Criminaliza especificamente o crime de caixa dois eleitoral e responsabiliza também os partidos políticos pela prática.
9. Bancos e a Justiça - Estabelece multa a bancos por descumprimento de ordem judicial.
10. Perda de bens - Estabelece perda de bens ou valores que tenham origem em atividade ilícita grave.
11. Delação - Cria a figura do "reportante do bem". A pessoa que passar informação sobre crime ao qual não esteja envolvida terá direito a proteção de identidade e receberá parte dos valores ressarcidos e das multas aplicadas aos infratores.
12. Acordos - Defesa e acusação poderão em crimes menos graves fazer um "acordo de culpa", com definição da pena, cabendo ao juiz a homologação. Objetivo é simplificar os processos e desafogar a Justiça.
(Excluída)13. Combate à corrupção e lavagem de dinheiro - Cria comissões permanentes e sistema de base de dados com o objetivo de combater a corrupção e a lavagem de dinheiro.
(Excluída)14. Cumprimento da pena - Deixa claro na legislação a recente jurisprudência do STF para que o cumprimento da pena tenha início após a conclusão na segunda instância.
(Excluída)15. Cooperação internacional na área da Justiça - Estabelece regras para cooperação jurídica internacional.
(Excluída)16. Forças-tarefas - Regulamenta a formação de forças-tarefas binacionais ou multilaterais para apurar crimes graves que ultrapassem as fronteiras nacionais.
(Excluída)17. Ação popular - Reforma as regras da ação popular, ampliando o alcance da medida.
(Excluída)18. Punição a juízes, procuradores e promotores - Possibilita a juízes e membros do Ministério Público responder por crimes de responsabilidade.

### Aprovadas na comissão
(Excluída)1. Prevenção à corrupção, transparência e fontes de informação dos investigadores - Aplicação de "teste de integridade" no serviço público, após treinamento, sem consequências penais para o servidor. Divulgação estatística dos processos, cíveis e penais, referentes à corrupção. Amparo legal ao informante, que passa a ser chamado de informante confidencial.
2. Crime de enriquecimento ilícito de funcionários públicos - Torna crime o enriquecimento ilícito, além de prever o confisco dos bens.
3. Crimes contra a administração pública - Eleva penas para crimes contra a administração pública e os coloca no rol de crimes hediondos caso o valor desviado seja maior do que dez mil salários mínimos (R$ 8,8 milhões hoje).
4. Recursos - Regulamenta o pedido de vista, o prazo adicional pedido por um juiz para analisar um processo antes de proferir seu voto.
5. Ação de improbidade administrativa - Agiliza o processo. Caso configura ação penal, confere exclusividade ao Ministério Público para legitimar a ação.
6. Prescrição - Endurece as regras para que os réus se livrem devido à morosidade judicial.
7. Provas - Altera regras para declarar situações que acarretam na anulação de processos.
8. Caixa dois - Criminaliza especificamente o crime de caixa dois eleitoral, com penas de dois a cinco anos. Prevê multa para os partidos políticos pela prática.
9. Ação de extinção do domínio e perda ampliada - prevê o "confisco alargado", em casos como o de crime organizado e corrupção para que o criminoso que não usufrua do produto do crime. Estabelece multa a bancos por descumprimento de ordem judicial.
10. Delação - Cria a figura do "reportante do bem". Da amparo legal à pessoa que denunciar crimes em que não esteja envolvida.
11. Acordos - Permite acordo entre defesa e acusação em crimes menos graves, com definição da pena a ser homologada pela justiça. Objetivo é simplificar os processos e desafogar a Justiça.
12. Reforça as regras para a apresentação de ações populares. - Se a ação for julgada procedente, o autor da ação terá direito a retribuição de 10% a 20% a ser paga pelo réu.

### Aprovadas em plenário
(Excluída)1. Crime de enriquecimento ilícito de funcionários públicos - Torna crime o enriquecimento ilícito, além de prever o confisco dos bens.
2. Crimes contra a administração pública - Eleva penas para crimes contra a administração pública e os coloca no rol de crimes hediondos caso o valor desviado seja maior do que dez mil salários mínimos (R$ 8,8 milhões hoje).
3. Recursos - Regulamenta o pedido de vista, o prazo adicional pedido por um juiz para analisar um processo antes de proferir seu voto.
4. Ação de improbidade administrativa - Agiliza o processo. Caso configura ação penal, confere exclusividade ao Ministério Público para legitimar a ação.
5. Prescrição - Endurece as regras para que os réus se livrem devido à morosidade judicial.
6. Provas - Altera regras para declarar situações que acarretam na anulação de processos.
7. Caixa dois - Criminaliza especificamente o crime de caixa dois eleitoral, com penas de dois a cinco anos. Prevê multa para os partidos políticos pela prática.
8. Ação de extinção do domínio e perda ampliada - prevê o "confisco alargado", em casos como o de crime organizado e corrupção para que o criminoso que não usufrua do produto do crime. Estabelece multa a bancos por descumprimento de ordem judicial.
(Excluída)9. Delação - Cria a figura do "reportante do bem". Da amparo legal à pessoa que denunciar crimes em que não esteja envolvida.
10. Acordos - Permite acordo entre defesa e acusação em crimes menos graves, com definição da pena a ser homologada pela justiça. Objetivo é simplificar os processos e desafogar a Justiça.
11. Reforça as regras para a apresentação de ações populares. - Se a ação for julgada procedente, o autor da ação terá direito a retribuição de 10% a 20% a ser paga pelo réu.
(Incluída)12. Punição a juízes, procuradores e promotores - Possibilita a juízes e membros do Ministério Público responder por crimes de responsabilidade.

### Texto final
1. Crimes contra a administração pública - Eleva penas para crimes contra a administração pública e os coloca no rol de crimes hediondos caso o valor desviado seja maior do que dez mil salários mínimos (R$ 8,8 milhões hoje).
2. Recursos - Regulamenta o pedido de vista, o prazo adicional pedido por um juiz para analisar um processo antes de proferir seu voto.
3. Ação de improbidade administrativa - Agiliza o processo. Caso configura ação penal, confere exclusividade ao Ministério Público para legitimar a ação.
4. Prescrição - Endurece as regras para que os réus se livrem devido à morosidade judicial.
5. Provas - Altera regras para declarar situações que acarretam na anulação de processos.
6. Caixa dois - Criminaliza especificamente o crime de caixa dois eleitoral, com penas de dois a cinco anos. Prevê multa para os partidos políticos pela prática.
7. Ação de extinção do domínio e perda ampliada - prevê o "confisco alargado", em casos como o de crime organizado e corrupção para que o criminoso que não usufrua do produto do crime. Estabelece multa a bancos por descumprimento de ordem judicial.
8. Acordos - Permite acordo entre defesa e acusação em crimes menos graves, com definição da pena a ser homologada pela justiça. Objetivo é simplificar os processos e desafogar a Justiça.
9. Reforça as regras para a apresentação de ações populares. - Se a ação for julgada procedente, o autor da ação terá direito a retribuição de 10% a 20% a ser paga pelo réu.
10. Punição a juízes, procuradores e promotores - Possibilita a juízes e membros do Ministério Público responder por crimes de responsabilidade.

## Números da corrupção
Em 2015, o MPF propôs mais de 2 mil ações contra acusados de enriquecimento ilícito e outros crimes relacionados. Até janeiro de 2016, estava investigando 26 mil casos relacionados à corrupção.

## Apoio

### Movimentos sociais
O Movimento Vem pra Rua apoia e ajudou em 2015 com 35 integrantes do movimento na coleta de assinaturas para as dez Medidas contra corrupção.
O MBL é outro movimento social que apoia as dez Medidas contra corrupção participando do lançamento em Goiás e colaborando com as coletas de assinaturas entregando diretamente ao MPF.
O Movimento Nas Ruas, representado por Carla Zambelli, apoia as dez Medidas contra corrupção.
O grupo Brasil Contra a Corrupção e a Impunidade (BCCI) é outro movimento que apoia as dez Medidas contra corrupção, inclusive participando do lançamento e com coleta de assinaturas.

### Jornalistas diversos
Os jornalistas Claudio Dantas, Diogo Mainardi e Mário Sabino do site O Antagonista apoiam as dez Medidas contra corrupção. Os jornalistas Claudio Tognolli, da Jovem Pan Miriam Leitão, da rádio CBN e Merval Pereira, do O Globo também apoiam as dez Medidas contra corrupção.

### Organizações não governamentais
A organização não governamental Transparência Internacional, sediada em Berlim e que analisa índices de percepção de corrupção em todo o mundo, apoia a iniciativa do Ministério Público Federal para reduzir quadro de impunidade no Brasil e conclama o Congresso a promover ações estruturais.

### Personalidades
O ator Malvino Salvador, que colaborou na coleta de assinaturas, destacou o caráter apartidário da campanha. “É uma ação em prol da sociedade, para que a gente possa melhorar as nossas leis no combate à corrupção”, declarou o ator na ocasião.
A atriz Maria Fernanda Cândido e o ator Cássio Scapin participaram de uma ação especial de coletas de assinaturas para a campanha. Maria Fernanda tem se destacado no apoio à iniciativa, sendo homenageada em dezembro de 2015 na Procuradoria-Geral da República, em Brasília pela Coordenação Nacional do Projeto "dez medidas de combate à corrupção".
O apresentador Danilo Gentili, o ator Nelson Freitas, o ator Raul Gazolla, o ator Reynaldo Gianecchini, a cantora cristã Fernanda Brum, a cantora Preta Gil, o economista Ricardo Amorim, entre diversos outros, apoiam as dez medidas contra a corrupção.

### População
A campanha superou a meta de 1,5 milhão de assinaturas.

## Críticas

### Celso Antônio Três
Para Celso Antônio Três, membro do grupo anticorrupção do Ministério Público Federal, propor esse projeto "não é tarefa do MPF. E além do mais, tem erros grosseiros no item das nulidades. Só vai piorar as coisas, se for aprovado.” Três foi o primeiro procurador federal a seguir a trilha de dinheiro supostamente desviado ao exterior na investigação que culminou no Escândalo do Banestado, em 2003.

### Eugênio Aragão
O ex-ministro de estado Eugênio Aragão, procurador federal desde 1987, é outro opositor ao projeto que, em suas palavras, "tomando forma de 'iniciativa popular,' dela nada tem. As propostas foram elaboradas por um seleto grupinho de procuradores vinculados à Operação Lava Jato, sem maior discussão interna." Ele também questiona "o marketing das medidas, [que] foi feito (…) com recursos públicos. Colher 2 000 000 de assinaturas foi a parte mais fácil, com esse apoio de campanha publicitária oficial." Em artigo publicado em 24 de novembro de 2016, afirma que "as medidas (…) se coadunam bem com (…) essa visão fascista da função punitiva do estado pressupõe que há pessoas mais ou menos inclinadas ao crime. (…) Cria-se, assim, a figura essencial do inimigo do povo, bode expiatório necessário para mobilizar o ódio cego da coletividade e torná-la servil."

### Criminalistas
Para o Instituto Brasileiro de Ciências Criminais (IBCCRIM) muitas medidas do "pacote único" representam um "retrocesso punitivista". Criminalistas diversos também criticam as dez medidas contra corrupção.

### Gilmar Mendes
O ministro do STF Gilmar Mendes qualificou o pacote como um "delírio" e seu propositor, como um "cretino:"
| “ | Veja as dez propostas (…) Uma delas diz que prova ilícita feita de boa fé deve ser validada. Quem faz uma proposta dessa não conhece nada de sistema, é um cretino absoluto. (…) Imagina que amanhã eu posso justificar a tortura porque eu fiz de boa fé | ” |
|   | — Min. Gilmar Mendes. |   |